# نیو آلم (مینه‌سوتا)
نیو آلم  (به انگلیسی: New Ulm) شهری در شهرستان برون ایالت مینه‌سوتا در کشور ایالات متحده آمریکا است که جمعیت آن در سرشماری سال ۲۰۱۰ میلادی، ۱۳۵۲۲ نفر بوده‌است.